# هالک (بازیکن فوتبال)
ژیوانیلدو وییرا د سوزا (پرتغالی: Givanildo Vieira de Sousa؛ زادهٔ ۲۵ ژوئیهٔ ۱۹۸۶) که با نام هالک هم نیز شناخته می‌شود، بازیکن فوتبال اهل برزیل است که هم‌اکنون به‌عنوان مهاجم برای اتلتیکو مینیرو بازی می‌کند.
دلیل لقب این بازیکن به هالک، شباهت او به شخصیت کمیک هالک می‌باشد.

### دوران باشگاهی
پس از آغاز فوتبال حرفه‌ای در ویتوریا و سه سال فعالیت در ژاپن، او فصل‌های زیادی را در باشگاه پورتو پرتغال پشت‌سر گذاشت و با این تیم ده قهرمانی عمده را به‌دست آورد؛ ازجمله لیگ اروپا ۲۰۱۱ و سه قهرمانی در لیگ برتر پرتغال و همچنین عنوان بهترین گلزن لیگ پرتغال در فصل ۲۰۱۰–۲۰۱۱.
او همچنین در تیم‌های معروفی چون پورتو، زنیت و شانگهای اس آی پی جی بازی کرده‌است.
وی در حال حاضر در تیم اتلتیکو مینیرو بازی می‌کند. هالک در بازار نقل و انتقالات ۱۱۶ میلیون دلار هزینه برای باشگاه‌ها داشته اما هرگز در پنج لیگ معتبر اروپایی بازی نکرده.

### دوران ملی
او چندین دوره در ترکیب تیم ملی برزیل بازی کرده و در جام جهانی ۲۰۱۴ برزیل حضور داشته‌است.